# Боривітер звичайний
Бориві́тер звича́йний (Falco tinnunculus) — хижий птах роду соколів. В Україні гніздовий, перелітний, зимуючий вид.

## Морфологічні ознаки

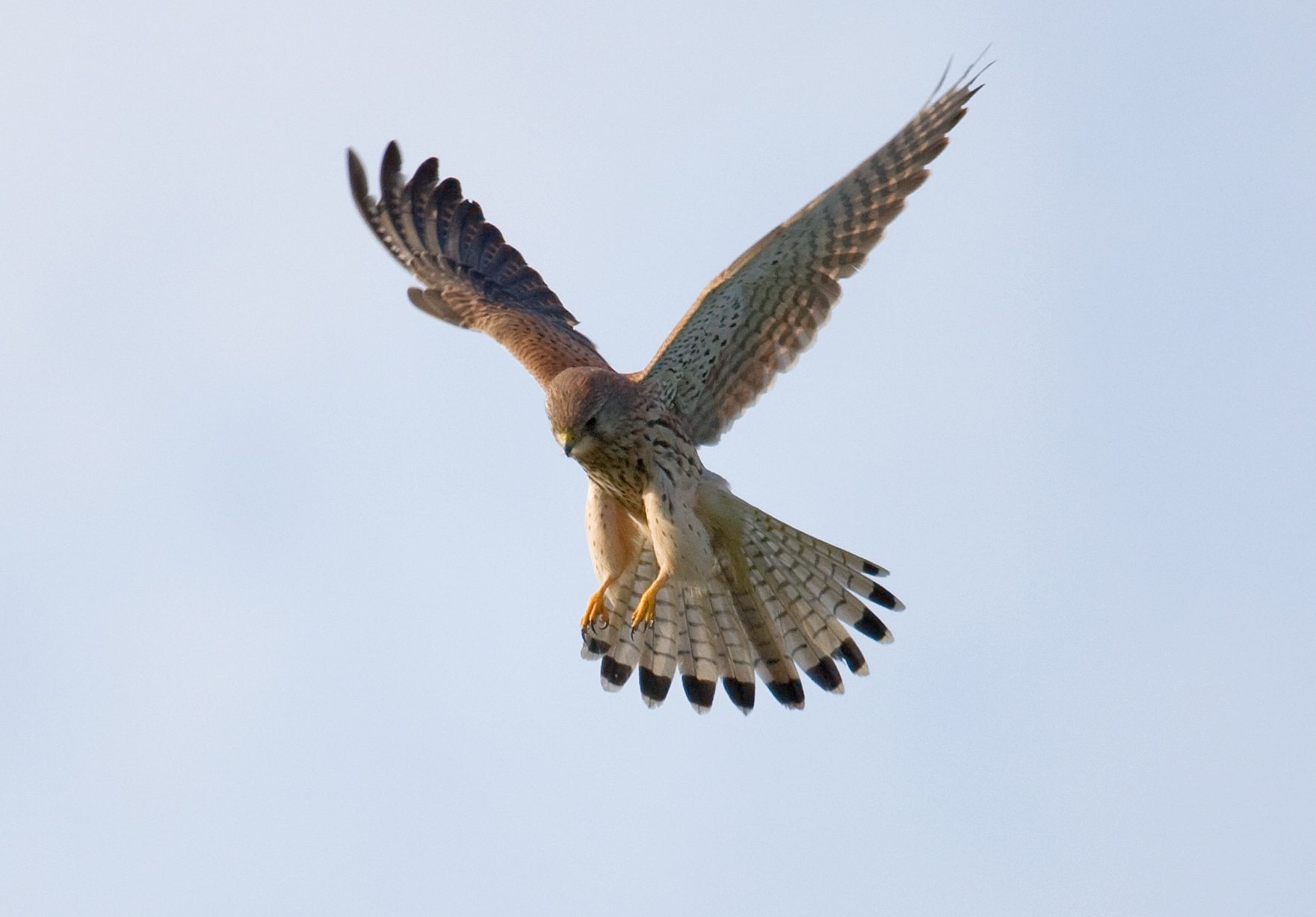
Боривітер звичайний

Маса тіла 160—230 г, довжина тіла 33—39 см, розмах крил 65—80 см. У дорослого самця голова сіра, з нечіткими темними «вусами»; горло вохристе; спина, плечі, поперек і верхні покривні пера крил іржасто-руді, поцятковані темно-бурими плямами; надхвістя сіре; низ вохристий, з бурими плямами; більша частина махових пер зверху темно-бура, зі споду махові пера білуваті, з темними смугами; хвіст сірий, з широкою чорною передверхівковою смугою і вузькою білою смужкою на кінці; дзьоб блакитно-сірий, з чорним гачком; навколоочне кільце, восковиця і ноги жовті; пазури чорні. Доросла самиця зверху іржаста, з темно-бурими плямами; низ вохристий, з бурими плямами; хвіст іржастий зверху і сіруватий знизу, з темними смугами, передверхівкова — найширша. Молодий птах подібний до дорослої самиці.

## Поширення
Боривітер поширений в Європі й Азії. Перелітний птах, у невеликій кількості зимують на півдні України.

## Гніздування

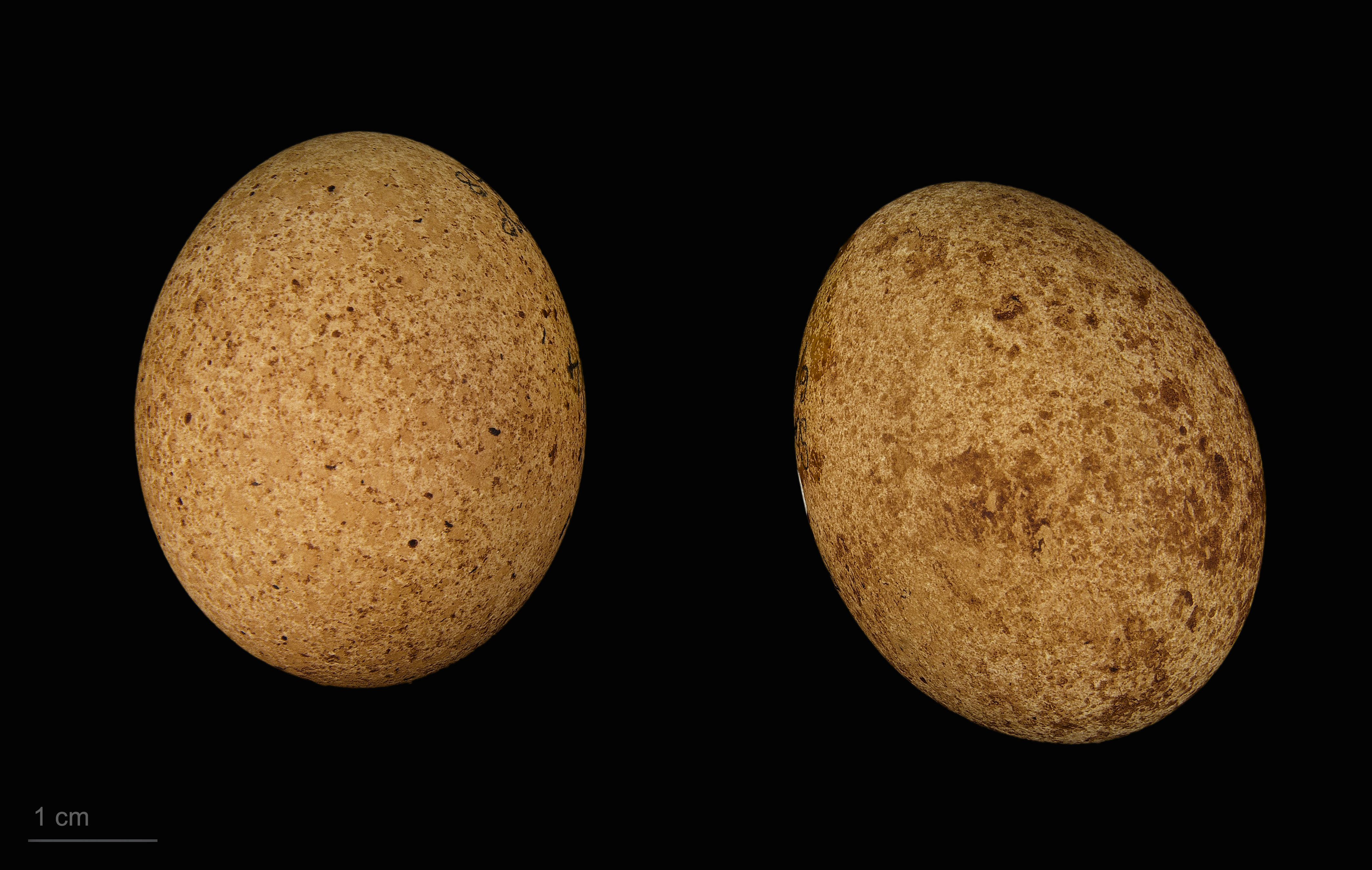
Яйце Falco tinnunculus alexandri — Тулузький музей

Боривітер гніздиться повсюдно на деревах у старих гніздах воронових птахів, на кам'яних будинках та в норах у ярах. У кладці звичайно 4—6 яєць; насиджує самиця протягом 28 днів.

## Харчування
Боривітер — корисний птах, живиться переважно мишовидними гризунами і ящірками, а також великими комахами.